# Minami-Alps, Yamanashi
Minami-Alps (南アルプス市 Minami-arupusu-shi) là một thành phố thuộc tỉnh Yamanashi, Nhật Bản.